# Čhatrapatí
Čhatrapatí (maráthsky छत्रपती, v anglickém přepisu Chhatrapati nebo Chatrapati) je historický panovnický titul používaný na území indické Maháráštry.
Nejznámějším nositelem tohoto titulu byl maráthský vládce Šivádží. Tento titul nosili též Šivádžího nástupci a maharádžové z Kólhápúru.

## Etymologie
Sanskrtské slovo s významem „císař“ (složenina slov čhatra "slunečník" a pati "pán" - zastřešující lokální vladaře) 